# Koritni

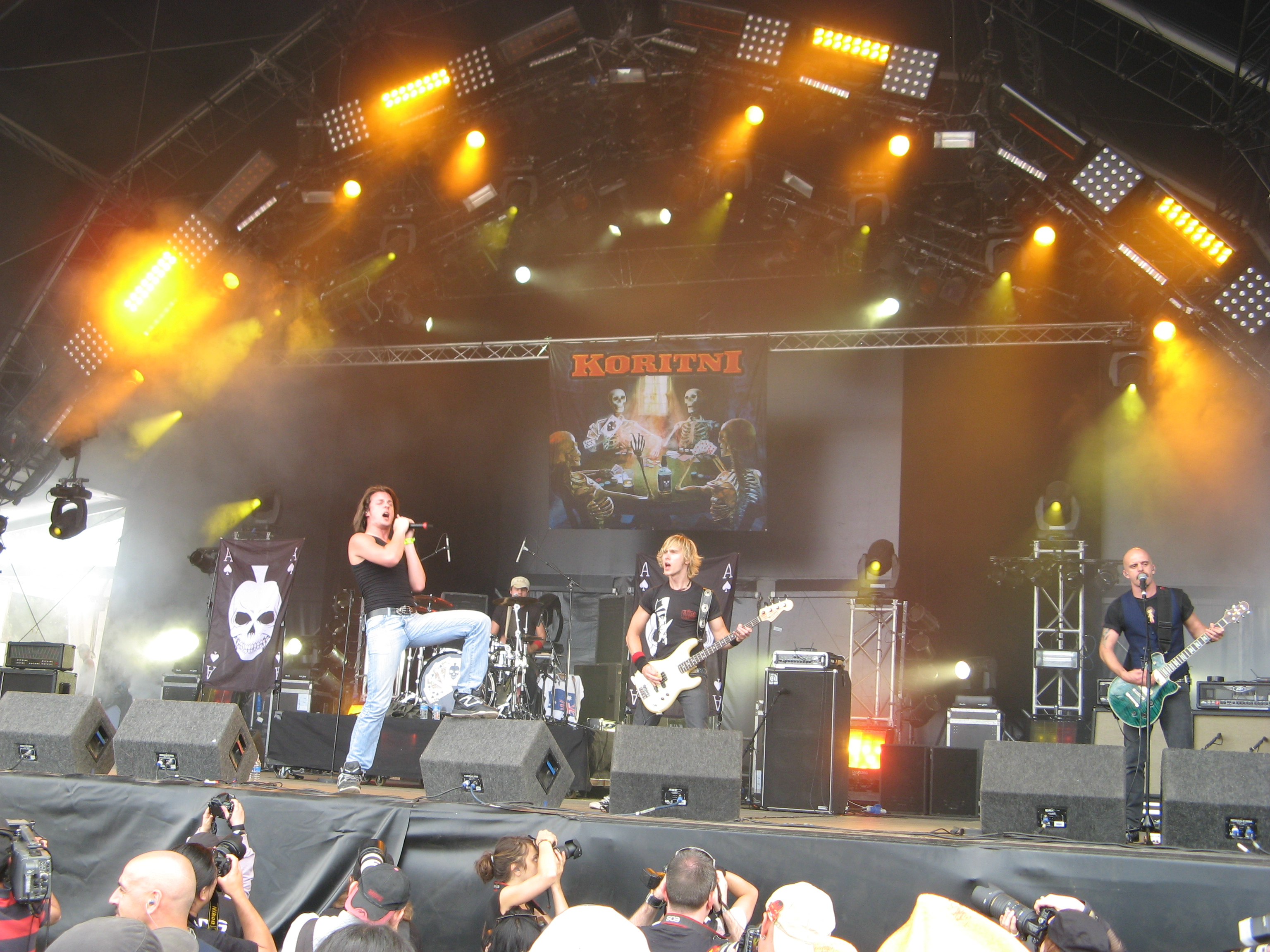
Koritni

Koritni è una band hard rock australiana di Sydney creata da Lex Koritni.

## Biografia
Dopo lo scioglimento dei Green Dollar Colour, Lex Koritni decide di formare una nuova band. Con l'aiuto del chitarrista francese Eddy Santacreu, il bassista Matt Hunter, il chitarrista ritmico Luke Cuerten e Chris Brown alla batteria, forma gruppo Koritni nel 2006. Con una miscela di hard rock anni '70 e sleaze rock americano, la band non nasconde la sua predilezione per gruppi come AC/DC, Guns N 'Roses, Aerosmith e Van Halen.
Nel 2007 pubblicarono il loro primo album intitolato Lady Luck, l'album è stato acclamato dalla stampa. In linea di puro hard rock australiano, l'album è stato mixato da Mike Fraser (AC/DC, Aerosmith e Van Halen ...) la band scatenare un tour europeo, che per esempio la prima parte di Scorpions a loro francesi e belgi tour.
Nel 2009 pubblicarono il loro secondo album intitolato Game of Fools, tutti ancora mixato da Mike Fraser e prodotto questa volta da Anton Hagop (produttore Silverchair in un altro).
Game of Fools è stata la gamba destra del designer famoso Mark Wilkinson, il creatore del celebre cover di Iron Maiden per la copertina dell'album.
Il gruppo continua il suo lancio di un puro hard rock con Airbourne è considerata come la rinascita del rock duro.

## Formazione
- Lex Koritni - voce
- Chris Brown - batteria
- Matt Hunter - basso
- Eddy Santacreu - chitarra
- Luca Cuerden - chitarra

## Discografia
| Titolo                       | Etichetta      | Data |
| Lady Luck                    | Bad Reputation | 2007 |
| Red Live Joint (CD+DVD) live | Bad Reputation | 2008 |
| Game of Fools                | Bad Reputation | 2009 |
| No More Bets                 | Bad Reputation | 2010 |